# Istieo
Istieo, figlio di Lisagora (in greco antico: Ἱστιαῖος?, Histiàios; Mileto, ... – Sardi, 493 a.C.), è stato un avventuriero greco antico, tiranno di Mileto.

## Biografia

### Tiranno di Mileto

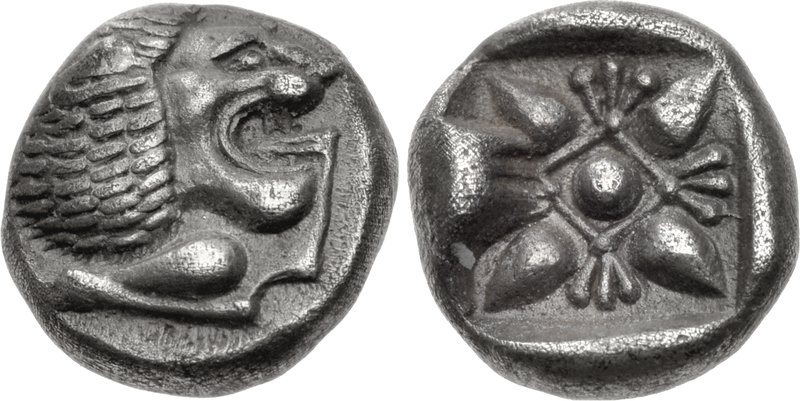
Moneta di Mileto all'epoca di Istieo. Fine VI - inizio V sec a.C.

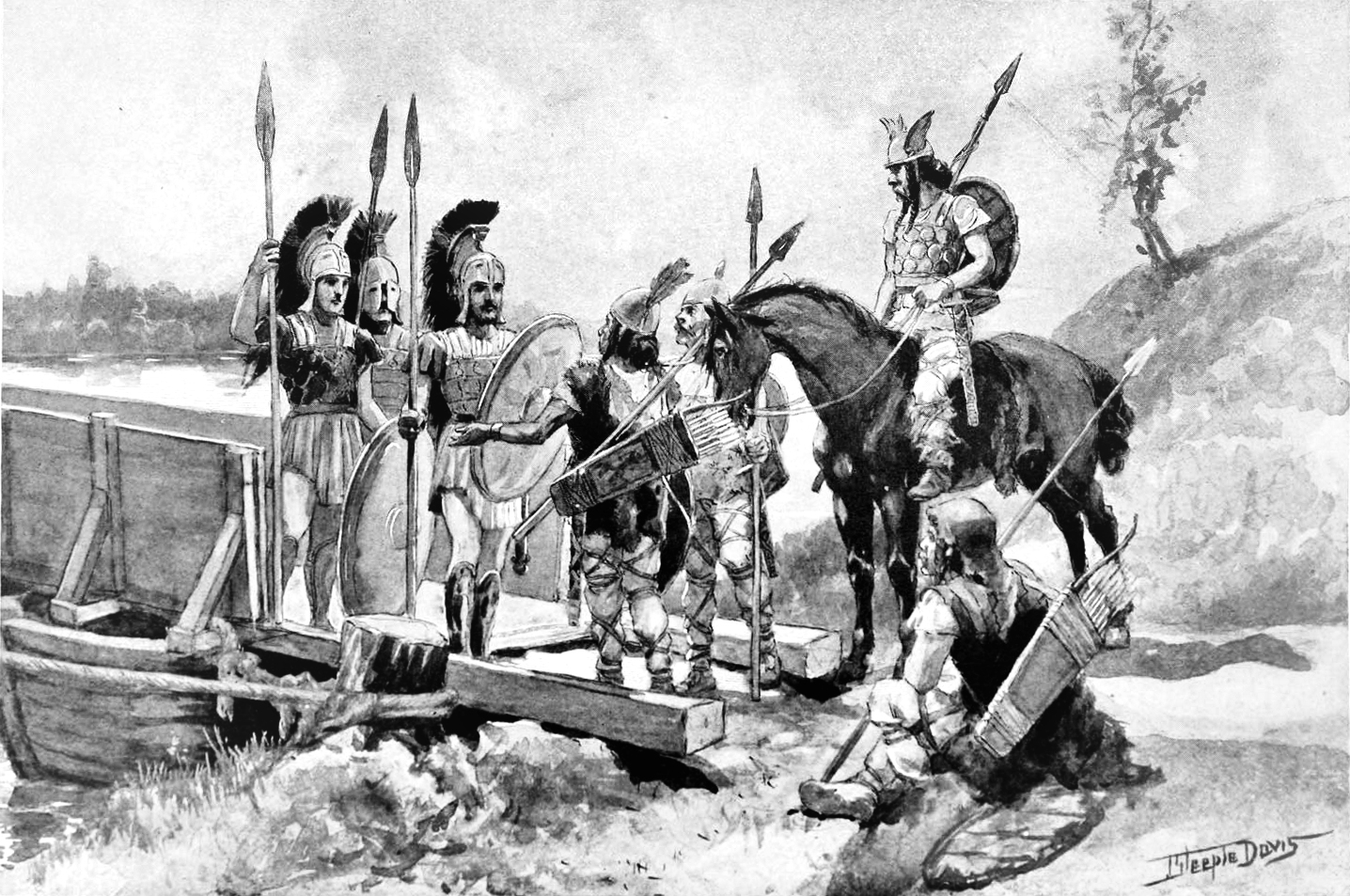
I greci comandati da Istieo proteggono il ponte di Dario. Illustrazione del 1900

Diventò tiranno verso il 519-518 a.C. per volere di Dario, che aveva soggiogato Mileto insieme ad altre città-stato ioniche dell'Asia Minore.
Partecipò nel 514 a.C. insieme agli altri tiranni delle città greche sotto il controllo persiano alla spedizione in Scizia di Dario, dove fu posto insieme agl'altri greci, tra i quali c'era anche Milziade che era all'epoca tiranno di Gallipoli, a guardia del ponte sull'Istro che garantiva il ritorno dell'esercito. Erodoto ci racconta che gli Sciti proposero ai Greci di tagliare il ponte abbandonando così l'esercito persiano, che senza via di fuga sarebbe stato facilmente sterminato, liberando così entrambi i popoli dal comune oppressore; Milziade e molti Greci erano favorevoli a seguire il consiglio degli Sciti, ma Istieo si oppose poiché riteneva che se Dario fosse morto, loro che erano tiranni grazie al suo appoggio, sarebbero stati deposti dalle rispettive città che senza il pericolo persiano avrebbero reinstaurato la democrazia. Così i Greci decisero di non accettare la proposta degli Sciti ai quali tuttavia, per evitare che decidessero di fare un'offensiva, dissero che erano d'accordo e fecero finta di tagliare il ponte, smantellando una piccola parte dal lato degli Sciti. Inoltre li invitarono a raggiungere i persiani per dargli battaglia, ma non potendo percorrere lo stesso loro percorso, dato che avevano precedentemente dato fuoco a tutti i villaggi, ne fecero uno alternativo; nel mentre l'esercito persiano impossibilitato a vincere la campagna dalle condizioni sfavorevoli del territorio decise di tornare indietro, ma non avendo conoscenze della zona ripercorse la stessa strada dell'andata facendo sì che i due eserciti non si scontrarono, e arrivati al ponte senza aver incontrato alcun ostacolo passò incolume il fiume.
Dario venendo a conoscenza dell'accaduto ricompensò Istieo per la sua fedeltà donandogli la città di Mircino sul fiume Strimone, nel paese degli Edoni. Preso possesso di questa località iniziò a fortificarla, mentre lasciò il governo di Mileto a suo genero e cugino Aristagora. Quando però il generale persiano Megabazo, reduce da una campagna in Tracia, si accorse delle fortificazioni in atto, sospettò d'Istieo e se ne lamentò con Dario, il quale persuaso di correre un rischio decise di chiamare Istieo alla sua corte, dicendogli che si era reso conto del grande vantaggio che avrebbe avuto nell'averlo come consigliere, soprattutto adesso che aveva in mente di fare grandi imprese. Così Istieo ritenendo vantaggioso diventare ancora più amico del Gran Re accettò l'offerta e lo seguì a Susa.
Erodoto racconta che Istieo, divenuto insofferente della sua vita a corte e temendo di non far mai più ritorno in Grecia, decise di far scoppiare una ribellione in Ionia, favorita dal malcontento generale provato dalle città greche, che già si muovevano in tal senso. Pensava infatti che in caso di rivolta sarebbe stato mandato da Dario per dissuadere i Greci dalle ostilità. Ma non potendo far giungere in modo sicuro un messaggio ad Aristagora escogitò questo stratagemma: tatuò nella testa del suo schiavo più fedele il messaggio che dava l'ordine di ribellarsi, e avendo aspettato che i capelli fossero ricresciuti lo mandò a Mileto, dicendogli solamente di presentarsi a suo cugino e di chiedergli di fargli radere i capelli e di guardare la sua testa.

### Rivolta ionia

Mappa delle operazioni militari condotte durante la rivolta Ionia

Scoppiata la rivolta ionia nel 499 a.C., esattamente come aveva previsto, fu mandato dal Gran Re a Sardi per convincere i ribelli a cessare le ostilità, ma il satrapo della Lidia Artaferne, che era ben informato sulla guerra, sapeva che era stato proprio lui il promotore della rivolta, e non Aristagora come invece aveva creduto Dario, e glielo rivelò apertamente. Così Istieo preoccupato di subire delle ripercussioni fuggì in piena notte e si andò a rifugiare a Chio. I Chii però dapprima lo arrestarono poiché l'accusavano di aver nociuto a tutti gli Ioni avendo scatenato la rivolta, non essendo loro in grado di sconfiggere i Persiani; ma poi lo rilasciarono poiché Istieo per farsi liberare raccontò loro che Dario aveva intenzione di far emigrare i Fenici nella Ionia e gli Ioni in Fenicia, e quelli impauritisi gli credettero, ma in realtà aveva inventato tutto.
I Chii così decisero di aiutarlo a reinsediarsi a Mileto da dove era fuggito Aristagora per evitare ripercussioni per aver iniziato la rivolta, ma non ci riuscì, poiché i Milesi che si erano appena liberati di un tiranno non avevano alcuna voglia di accoglierne un altro. Inoltre non si fidavano di Istieo dati i suoi precedenti filopersiani, e così lo respinsero con le armi, ferendolo a una coscia. Così Istieo tornò a Chio dove tentò di raccogliere una flotta senza però riuscirci. Successivamente passò a Lesbo, dove raccolte otto navi si appostò a Bisanzio dandosi alla pirateria depredando tutte le navi che arrivavano dal Ponto, escluse quelle che erano disposte a unirsi a lui.
Nel 494 a.C. Istieo, venendo a sapere della sconfitta nella battaglia di Lade e della conseguente caduta di Mileto, decise di lasciare Bisanzio e si diresse verso Chio. Gli abitanti dell'isola si rifiutarono di accoglierlo, così attaccò battaglia riuscendo a sconfiggerli e a conquistare l'isola. Da lì raccolse una grande armata di Ioni ed Eoli e compì una spedizione contro Taso, mettendola sotto assedio, ma venuto a sapere che i Fenici per conto dei Persiani stavano muovendo da Mileto contro il resto della Ionia, abbandonò subito l'assedio per dar soccorso ai Greci, e passato per Lesbo sbarcò a Malene nel territorio di Atarneo per fare rifornimento di viveri. Lì, appena sbarcato, venne intercettato casualmente da Arpago, che era al comando di un ingente esercito persiano, e mentre la maggior parte dei suoi fu trucidata, Istieo si fece catturare vivo pensando che Dario lo avrebbe perdonato. Ma invece fu portato in catene a Sardi, dove Arpago e Artaferne, ricordandosi dei suoi tradimenti e temendo che Dario lo perdonasse facendolo ritornare influente alla sua corte, decisero di giustiziarlo subito; il suo corpo lo impalarono sul posto, mentre la testa, dopo averlo decapitato, fu imbalsamata e spedita al re a Susa. Quando Dario apprese la notizia si adirò con i responsabili ed ordinò di seppellire la sua testa, dopo averla lavata e composta con cura, sostenendo che era appartenuta ad un grande benefattore suo e della Persia.

## Considerazioni
Istieo, a causa della sua condotta controversa, è una delle figure più discusse della storia greca; per alcuni, come Erodoto, è un avventuriero astuto e menzognero sempre in cerca di fama e di fortune, mentre altri al contrario spiegano la sua evoluzione politica trasformandolo infine in un eroe della libertà greca.